# 203 î.Hr.

## Decese
- dată necunoscută: Fabius Maximus  (n. ?)